# Cap Povorotny (kraï du Primorié)
Pour les articles homonymes, voir Cap Povorotny.
 (février 2014).
Si vous disposez d'ouvrages ou d'articles de référence ou si vous connaissez des sites web de qualité traitant du thème abordé ici, merci de compléter l'article en donnant les références utiles à sa vérifiabilité et en les liant à la section « Notes et références ».
Le cap Povorotny (en russe : Мыс Поворотный, Mys Povorotny) est un promontoire de la côte méridionale du kraï du Primorie, en Russie. 
Le cap constitue la limite est du golfe de Pierre-le-Grand, dans la mer du Japon, alors que la limite ouest est à la frontière nord-coréenne. Un phare, qui est administré par la ville de Nakhodka, se trouve sur le cap Povorotny. 
La température de l'eau varie de 11,7 °C en hiver à 17,5 °C en été, soit une différence d'environ 6 °C.